# Gare de Saint-Rambert-d’Albon
Gare de Saint-Rambert-d’Albon – stacja kolejowa w Saint-Rambert-d’Albon, w departamencie Drôme, w regionie Owernia-Rodan-Alpy, we Francji.
Jest stacją Société nationale des chemins de fer français (SNCF), obsługiwaną przez pociągi TER Rhône-Alpes.